# Ziegfeld Follies of 1917
The Ziegfeld Follies of 1917 è un musical statunitense, che debuttò a Broadway il 12 giugno 1917 al New Amsterdam Theatre con la regia di Ned Wayburn. Dopo 111 rappresentazioni, lo spettacolo chiuse i battenti il 4 settembre 1917.
La musica era di Raymond Hubbell e di David Stamper con il finale di Victor Herbert e venne diretta da Frank Darling.

## Il cast
La sera della prima, nel cast figurano i seguenti artisti:
- Miss Alexander
- Miss Allen
- Mary Arthur
- Don Barclay
- Helen Barnes
- Miss Barnett
- Miss Bowman
- Fanny Brice
- Betty Browne
- Miss Calais
- Eddie Cantor
- May Carmen
- Miss Carr
- Claremont Carroll
- Walter Catlett
- Ethel Delmar
- Bernice Dewey
- Dorothy Dickson
- Rose Dolores
- Emily Drange
- Marcelle Earle
- Miss Eberts
- Helen Ellsworth
- Madeline Fairbanks
- Marion Fairbanks
- Miss Falconer
- W. C. Fields
- Irving Fisher
- Edith Hallor
- Fred Heider
- Malcolm Hicks
- Clay Hill
- Freda Hirsch
- Hilda Hirsch
- Peggy Hopkins
- Carl Hyson
- Florence Kern
- Allyn King
- Eleanor Lang
- Dorothy Leeds
- Doris Lloyd
- Gladys Loftus
- Cecile Markle
- Bruce McKay
- Gus Minton
- Bessie Nelligan
- Peter Ostrander
- Miss Palfer
- Kathryn Perry
- Tom Richards
- Will Rogers
- Charles Scribner
- Margaret St. Clair
- Lilyan Tashman
- Russell Vokes
- Marie Wallace
- Miss Walsh
- Edythe Whitney
- Bert Williams
- Miss Worth